# Rodoviario de Valparaíso
El Rodoviario de Valparaíso, también conocido como Terminal de buses de Valparaíso, es una estación de autobús, de propiedad municipal ubicado en la avenida Pedro Montt, esquina Rawson, en el plan de la ciudad de Valparaíso, está ubicado frente al Congreso Nacional y cercano a la Estación Barón del Metro de Valparaíso.
Fue construido en el año 1979, y cuenta con 12 andenes y una superficie de 5000 metros cuadrados. En el terminal operan 24 empresas de transporte, con cerca de 350 salidas diarias hacia el resto de la región, la Región Metropolitana, la zona norte y zona sur del país, y destinos internacionales como Mendoza, Argentina.